# The C++ Programming Language
Cet article possède un paronyme, voir The C Programming Language.
The C++ Programming Language (titre en français: Le Langage C++) est le premier livre d'informatique présentant le langage C++, écrit par l'inventeur du langage, Bjarne Stroustrup. La première édition est parue en 1985. Accompagnant la sortie commerciale du compilateur Cfront (version 1.0), le livre a servi pendant des années de référence de facto pour le langage, jusqu'à la parution de la norme ISO en 1998.
Une deuxième édition est parue en 1991, reflétant les évolutions du langage.
En 1997 parait la troisième édition, puis en 2000 une évolution de cette dernière, The C++ Programming Language: Special Edition, avec une couverture cartonnée, documentant le standard accepté par le comité ISO en 1998.
À la suite de l'évolution majeure du langage C++ formalisée par le standard ISO C++ 2011, une quatrième édition est disponible en 2013.